# Paul Fusco (photographe)
Pour les articles homonymes, voir Fusco.
Paul Fusco est un photojournaliste américain, né le 2 août 1930 à Leominster, dans le Massachusetts, et mort le 15 juillet 2020 à San Anselmo, en Californie.

## Biographie
Né à Leominster (Massachusetts), Paul Fusco commence à pratiquer la photographie à l’âge de quinze ans. Pendant la guerre de Corée de 1951 à 1953, il travaille comme photographe pour le United States Army Signal Corps. Après la guerre, il étudie le photojournalisme à l’université de l'Ohio, et obtient un diplôme en beaux-arts en 1957. Il déménage à New York pour travailler comme photographe professionnel.
Fusco a d’abord travaillé pour le bimensuel Look où il débute comme stagiaire. En 1968, sa rédaction l’envoie couvrir les funérailles de Robert F. Kennedy. De ce dernier voyage, il rapporte près d’un millier de diapositives Kodachrome mais son reportage, arrivé après le bouclage du magazine, n’est pas publié.
Après la disparition de Look en 1971, il se rapproche de l’agence Magnum Photos dont il devient membre associé en 1973 et membre titulaire en 1974. 
En 1998, Magnum exhume les photos des funérailles qui avaient été déposées à la Bibliothèque du Congrès de Washington avec les archives de Look. Le reportage à bord du train est publié sur une dizaine de pages dans le magazine George, lancé par John Fitzgerald Kennedy Jr..
Une exposition est organisée à la Photographers’ Gallery à Londres. Les images, devenues iconiques, font l’objet d’un livre édité à 350 exemplaires.

« Le coup fut monumental. L’espoir renaissant avait de nouveau été brisé et ceux qui en avaient le plus besoin s'entassaient le long des voies du dernier train de Bobby, stupéfaits, regardant cette espérance passer, enfermée dans un cercueil et disparaissant de leur vie. »

— Paul Fusco, RFK Funeral Train
En 2018, aux Rencontres de la photographie d'Arles en France, une exposition est consacrée au RFK Funeral Train , et il obtient pour sa réédition de The Train, 8 juin. Le dernier voyage de Robert F. Kennedy, le prix Nadar Gens d’images.
Ses reportages documentent les problèmes sociaux et les injustices, comme la lutte des ouvriers agricoles en Californie en 1966, les ravages du sida en Californie dans les années 80, les migrants à la frontière mexicaine en 1993. Il réalise de nombreux reportages partout dans le monde dont un travail remarqué « L’héritage de Tchernobyl » auprès des enfants malades en Biélorussie, qui sont publiés par Life, Mother Jones, The New York Times Magazine, Newsweek, Psychology Today et Time. Il a également travaillé en Europe, au Moyen-Orient et en Asie du Sud-Est.
Paul Fusco meurt le 15 juillet 2020 à San Anselmo, en Californie, à l’âge de 90 ans.

## Publications
- Sense Relaxation: Below the Mind, USA: Collier, 1968  (ISBN 978-0-671-78628-1)
- La Causa: The California Grape Strike, USA: Collier, 1970 (ASIN B000M4HM3W)
- What to Do Until the Messiah Comes, USA: Collier, 1971 (ASIN B000JJY6KW)
- The Photo Essay: Paul Fusco & Will McBride, USA: Thomas Y. Crowell Co., 1974 (ASIN B001IOV0RE)
- Marina & Ruby: Training a Filly with Love, USA: William Morrow and Company, 1977  (ISBN 978-0-688-03229-6)
- RFK Funeral Train, Umbrage/Magnum USA, 2000  (ISBN 978-1-884167-05-8)
- Chernobyl Legacy, USA: de. Mo, 2001  (ISBN 978-0-9705768-0-4)
- Paul Fusco: RFK, New York: Aperture Foundation, 2008  (ISBN 978-1-59711-079-2)
- The Train. 8 juin 1968. Le dernier voyage de Robert F. Kennedy, éditions Textuel, 2018

## Exposition
- « The Train, le dernier voyage de Robert F. Kennedy », avec Rein Jelle Terpstra et Philippe Parreno, Rencontres photographiques d'Arles, 2018[5].